# Silur
Silur er en geologisk tidsalder, som strakte sig fra 443,7 millioner år til 416,0 millioner år siden, hvor den blev afløst af Devon. Starten på Silur defineres ved første optræden af graptolitten Akidograptus ascensus.
Silur hører ind under den overordnede geologiske tid palæozoikum.
Navnet silur er opkaldt efter silurerne, en stamme i Wales.

## Dyr og planter
I silur dukker de første benfisk, skorpioner og landplanter op. I havet dominerede havskorpioner, hvor man stadig kunne finde trilobitter og mange andre af dyrene fra Kambrium og Ordovicium. Senere i perioden finder man spor af edderkopper og skolopendre.
Langs med søer og floder finder man rester af en betydelig mos-vegetation, og lidt inde i perioden dukker de første karplanter op. Den ældste og mest primitive var Cooksonia, men senere fra perioden kendes også Psilophyton og Rynia. Disse betragtes oftest som primitive ulvefodsplanter, men deres relation med mosserne er uafklaret, og de kan sagtens have været overgangsformer.
- Den forstenede trilobit Dalmanites limulurus.
- Den primitive karplante Cooksonia.
- Fisk fra silur.
- Forstenede koraller.